# Nertz
Nertz, nerts eller äldre nerz, är det kommersiella namnet på pälsen från flera olika mårddjur, som mink, iller och flodiller, som används till kläder som kappor, mössor och boor. Ordet härstammar från nerz eller nörz, från fornslaviskans norici, som ungefär betyder "dykare".